# Adkins-Katalysator
Der Adkins-Katalysator, ein heterogener Katalysator, besteht hauptsächlich aus Kupfer, das auf Chromoxid dispergiert und mit Metallen wie Barium und Mangan dotiert ist. Den Katalysator entwickelte der US-amerikanische Chemiker Homer Burton Adkins (1892–1949). Es ist ein stöchiometrisch nicht genau definierter Kupfer-Chromoxid-Katalysator (Kupferchromit), der Kupfer(II) und Chrom(III) enthält und zur Hydrierung von Estern zu Alkoholen und zur Dehydrierung von Alkoholen verwendet wird.

## Herstellung
Der Katalysator kann durch Prezipitation von basischem Kupferammoniumchromat (BCAC) Cu(OH)NH4CrO4 unter anschließender Trocknung und Kalzinierung hergestellt werden. Die Dotierung kann beispielsweise durch Kopräzipitation von Barium- oder anderen Metallsalzen geschehen.

## Anwendung
Der Katalysator dient zur Herstellung von Fettalkoholen aus Fettsäuren oder Fettsäuremethylestern bei Wasserstoffdrücken von 200 bis 300 bar und Temperaturen von 150 bis 300 °C. Andere Anwendungen bestehen in der Hydrogenolyse von Furfurylalkohol zu 1,5-Pentandiol bei 250–300 °C bei Wasserstoffdrücken von 200 bis 400 bar und der Dehydrierung von Ethanol zu Acetaldehyd.